# Belval (Luxemburg)
|  | Per a altres significats, vegeu «Belval». |

Belval és un barri a l'oest d'Esch-sur-Alzette, al sud-oest de Luxemburg. És la zona de les grans fàbriques d'acer que dominen la ciutat. A causa del predomini de la indústria siderúrgica. Belval va patir l'abandonament de la producció de l'acer a Luxemburg, i està passant per un extens programa de regeneració per ajudar a diversificar més la producció d'acer. El pla de reurbanització, amb un cost de 450 milions d'euros, es basa en la creació d'una zona industrial amb un gran centre científic i cultural, incloent la facultat de ciències de la Universitat de Luxemburg. També s'hi troba la Rockhal, la més gran sala de concerts de Luxemburg, que va obrir les portes el 2005.
Belval té el servei de dues estacions de ferrocarril operades per Chemins de Fer Luxembourgeois: Belval-Université i Belval-Rédange.